# Dimorphotheca cuneata
Dimorphotheca cuneata es una especie de planta fanerógama nativa de Sudáfrica. 

## Descripción
Dimorphotheca cuneata es un arbusto tupido, erguido, resistente. La planta en su hábitat natural puede alcanzar un tamaño de 1 m de altura. En el cultivo puede crecer tan alto como 1.5 m. Las hojas son lineales, dentadas, alternas y aromáticas cuando se aplastan. Las flores son de color amarillo las del disco y las flores liguladas principalmente blancas, pero su color varía desde su mayoría de color blanco a naranja y, en algunos casos, de color rosa.
Dimorphotheca cuneata tiene un sistema de raíces semifibrosas que pueden llegar tan profundo como 1 m.

## Distribución y hábitat
Dimorphotheca cuneata está ampliamente distribuida en las regiones áridas o semiáridas de los fynbos, Karoo, Nama Karoo y biomas de pastizales del sur. El área de distribución geográfica de Dimorphotheca cuneata es desde el Río Touws en el sur hasta Springfontein en el Estado Libre del sur en el norte. La especie se extiende desde Caltizdorp en el este de los Springboks en el oeste.

## Taxonomía
Dimorphotheca cuneata fue descrita por (Thunb.) DC. y publicado en Synopsis Generum Compositarum 257. 1832.
Etimología
Dimorphotheca: nombre genérico que viene del griego "dis" "morphe" y "theka", que significa "la fruta en forma de dos", refiriéndose al dimorfismo de las asteráceas, un rasgo inherente a los miembros de las Calenduleae.
cuneata: epíteto latino que significa "en forma de cuña".
Sinonimia
- Arnoldia viscosa (Andrews) Steud.
- Dimorphotheca viscosa (Andrews) Druce[5]